# Sex Pistols
The Sex Pistols são uma banda inglesa de punk rock formada em Londres em 1975. Embora sua carreira inicial tenha durado apenas dois anos e meio, eles se tornaram culturalmente influentes na música popular. A banda iniciou o movimento punk no Reino Unido e, posteriormente, inspirou muitos músicos de punk, pós-punk e rock alternativo, enquanto suas roupas e penteados foram uma influência significativa na imagem inicial do punk.
A primeira formação dos Sex Pistols consistia no vocalista Johnny Rotten (nascido John Lydon), o guitarrista Steve Jones, o baterista Paul Cook e o baixista Glen Matlock, com Matlock substituído por Sid Vicious (nascido John Richie) no início de 1977. Sob a gestão de Malcolm McLaren, a banda ganhou ampla atenção da imprensa britânica após xingar ao vivo no ar durante uma entrevista na televisão em dezembro de 1976. Seu single de maio de 1977, "God Save the Queen", que descrevia a monarquia como um "regime fascista", foi lançado para coincidir com as celebrações nacionais do Jubileu de Prata da Rainha. A música foi prontamente proibida de ser tocada pela BBC e por quase todas as estações de rádio independentes na Grã-Bretanha, tornando-se o disco mais censurado da história britânica.
Seu único álbum de estúdio, Never Mind the Bollocks, Here's the Sex Pistols (1977), foi número um no Reino Unido e é considerado seminal no desenvolvimento do punk rock. Em janeiro de 1978, no show final de uma turnê difícil e midiática pelos EUA, Rotten anunciou a separação da banda ao vivo no palco. Nos meses seguintes, os três membros restantes gravaram músicas para o filme de McLaren sobre a história dos Sex Pistols, The Great Rock 'n' Roll Swindle. Vicious morreu de overdose de heroína em fevereiro de 1979 após sua prisão pelo suposto assassinato de sua namorada, Nancy Spungen. Rotten, Jones, Cook e Matlock se reuniram mais tarde para uma turnê de sucesso em 1996. Outras apresentações únicas e turnês curtas seguiram na década seguinte. Em 2024, Jones, Cook, Matlock e o vocalista convidado Frank Carter reformaram os Sex Pistols para fazer uma série de shows naquele ano, com outras datas agendadas para 2025.
Os Sex Pistols foram reconhecidos como uma banda altamente influente. Em 2006, eles foram introduzidos no Hall da Fama do Rock and Roll, embora, fiéis à sua imagem, tenham se recusado a comparecer à cerimônia, com Rotten se referindo ao museu como "uma mancha de mijo".

## História

### Formação
Os Sex Pistols evoluíram do Strand (às vezes conhecido como Swankers), formado em Londres em 1972 pelos adolescentes Steve Jones nos vocais, Paul Cook na bateria e Wally Nightingale na guitarra. De acordo com Jones, tanto ele quanto Cook tocavam em instrumentos que ele havia roubado. A banda costumava frequentar duas lojas de roupas na King's Road em Chelsea, Londres: a Acme Attractions de John Krivine e Steph Raynor e a Too Fast to Live, Too Young to Die de Malcolm McLaren e Vivienne Westwood. A loja de McLaren e Westwood foi inaugurada em 1971 como Let It Rock, com um tema de revival dos anos 1950, Teddy Boy. Ela foi renomeada em 1972 para focar em outra tendência de revival, o visual roqueiro dos anos 50. A loja tornou-se então um ponto focal da cena punk rock inicial de Londres, reunindo participantes como o futuro Sid Vicious, Marco Pirroni, Gene October e Mark Stewart. Jordan, a assistente de loja de estilo selvagem, é creditada por "praticamente sozinha pavimentar o visual punk".
No final de 1974, Jones pediu a McLaren para assumir a gestão da banda. Glen Matlock, um estudante de arte que ocasionalmente trabalhava na loja de McLaren e Westwood, juntou-se como baixista. McLaren e Westwood conceberam uma nova identidade para sua loja: renomeada Sex, ela mudou seu foco da alta costura retrô dos anos 1950 para a "antimoda" inspirada no sadomasoquismo. Depois de gerenciar e promover o New York Dolls, McLaren retornou a Londres em maio de 1975 e começou a se interessar mais pelo Strand.
O grupo vinha ensaiando regularmente, supervisionado por Bernard Rhodes (que mais tarde se tornaria empresário do The Clash) e se apresentando ao vivo. Logo após o retorno de McLaren, Nightingale foi demitido e Jones, desconfortável como vocalista, assumiu a guitarra. McLaren estava conversando com Sylvain Sylvain, do New York Dolls, sobre vir para a Inglaterra para liderar o grupo. Quando esses planos fracassaram, McLaren, Rhodes e a banda começaram a procurar localmente por um novo membro para assumir as funções de vocalista principal. Conforme descrito por Matlock, "Todo mundo tinha cabelo comprido naquela época, até o leiteiro, então o que costumávamos fazer era, se alguém tivesse cabelo curto, parávamos na rua e perguntávamos se ele se considerava um cantor". Por exemplo: Midge Ure, o futuro vocalista do Rich Kids (com Matlock) e do Ultravox, afirma ter sido abordado, mas recusou a oferta. Com a busca por um vocalista principal se mostrando infrutífera, McLaren fez várias ligações para Richard Hell, que também recusou o convite.

### Chegada de John Lydon
Descrevendo o contexto social em que a banda se formou, John Lydon disse que a Grã-Bretanha em meados dos anos setenta era "um lugar muito deprimente ... completamente decadente, havia lixo nas ruas, desemprego total, quase todo mundo estava em greve ... se você viesse do lado errado dos trilhos ... então você não tinha esperança no inferno e nenhuma perspectiva de carreira."
Em agosto de 1975, Rhodes viu Lydon, então com 19 anos, vestindo uma camiseta do Pink Floyd com as palavras 'I Hate' escritas à mão acima do nome da banda e buracos riscados nos olhos dos membros do Floyd. Logo depois, Rhodes ou McLaren pediram a Lydon para fazer um teste. Durante a sessão, Lydon improvisou "I'm Eighteen" de Alice Cooper na jukebox Sex. De acordo com Jones, "ele chegou com cabelo verde. Achei que ele tinha um rosto muito interessante. Gostei do visual dele. Ele estava com a camiseta 'I Hate Pink Floyd'... presa com alfinetes de segurança... ele era um verdadeiro babaca - mas inteligente." Jones renomeou Lydon como "Johnny Rotten" como uma piada, aparentemente por causa de seus dentes particularmente ruins.
Cook tinha um emprego de tempo integral e estava ameaçando deixar a banda. O jornalista do New Musical Express, Nick Kent, ocasionalmente tocava segundo violão com a banda, mas saiu amargamente quando Lydon entrou. Um anúncio foi colocado na Melody Maker procurando por um "guitarrista garoto prodígio... não mais velho que 20 anos... não pior que Johnny Thunders". Como Steve New era o guitarrista mais talentoso para o teste, ele foi convidado a se juntar. No entanto, a forma de tocar de Jones havia melhorado muito, e New saiu um mês depois de entrar para a banda.
Depois de considerar opções de nomes para a banda como Le Bomb, Subterraneans, the Damned, Beyond, Teenage Novel, Kid Gladlove e Crème de la Crème, eles decidiram pôr Sex Pistols. Matlock disse que a banda decidiu o nome enquanto McLaren estava nos Estados Unidos antes de Rotten entrar. Jon Savage diz que o nome não foi firmemente decidido até pouco antes de seu primeiro show em novembro de 1975. McLaren disse mais tarde que o nome derivou "da ideia de uma pistola, um pin-up, uma coisa jovem, um assassino mais bonito". Não dado à modéstia, falsa ou não, ele acrescentou: "[Eu] lancei a ideia na forma de uma banda de crianças que poderiam ser percebidas como más." O grupo começou a escrever material original: Rotten era o letrista e Matlock o principal compositor de melodias (embora sua primeira colaboração, "Pretty Vacant", tivesse todas as letras de Matlock, que Rotten ajustou um pouco); o crédito oficial foi dividido igualmente entre os quatro.
Seu primeiro show foi arranjado por Matlock, que então estudava na Escola de Arte de Saint Martin. A banda tocou na escola em novembro de 1975, apoiando o grupo de pub rock Bazooka Joe. Eles tocaram vários covers, incluindo "Substitute" do The Who, "Whatcha Gonna Do About It" do Small Faces e "(I'm Not Your) Steppin' Stone" dos The Monkees.

### Continuação
O show em Saint Martins foi seguido por apresentações em faculdades ao redor de Londres. Os primeiros seguidores principais da banda — incluindo Siouxsie Sioux, Steven Severin e Billy Idol, Jordan e Soo Catwoman — ficaram conhecidos como Bromley Contingent, em homenagem ao bairro suburbano do sudeste de Londres de onde vários deles eram. Sua moda de vanguarda, grande parte fornecida pela Sex, deu início a uma tendência que foi adotada pelos novos fãs que a banda atraiu. McLaren e Westwood viam o incipiente movimento punk londrino como um veículo para mais do que apenas alta-costura. Eles foram influenciados pela revolta radical de maio de 1968 em Paris, particularmente pela ideologia e agitações dos situacionistas. Esses interesses eram compartilhados com Jamie Reid, um amigo de McLaren que assumiu o design das imagens visuais da banda na primavera de 1976. Suas letras recortadas - baseadas em notas deixadas por sequestradores ou terroristas - foram usadas para criar o logotipo clássico dos Sex Pistols e muitos designs subsequentes para a banda, embora tenham sido introduzidos pela amiga de McLaren, Helen Wellington-Lloyd. Reid disse que costumava "conversar muito com John [Lydon] sobre os situacionistas ... os Sex Pistols pareciam o veículo perfeito para comunicar ideias diretamente às pessoas que não estavam recebendo a mensagem da política de esquerda". McLaren também estava organizando as primeiras sessões de fotos da banda. De acordo com o escritor Jon Savage, Lydon "com seu cabelo verde, postura curvada e aparência esfarrapada ... [Lydon] parecia um cruzamento entre Uriah Heep e Richard Hell".
Seu primeiro show a atrair atenção foi como banda de apoio para Eddie and the Hot Rods, um importante grupo de pub rock, no Marquee em fevereiro de 1976. A primeira crítica da banda apareceu na NME, acompanhada por uma breve entrevista na qual Jones declarou: "Na verdade, não gostamos de música. Gostamos do caos." Entre aqueles que leram o artigo estavam dois estudantes do Instituto de Tecnologia de Bolton, Howard Devoto e Pete Shelley, que foram para Londres em busca dos Sex Pistols. Depois de conversar com McLaren no Sex, eles viram a banda em alguns shows no final de fevereiro. Os dois amigos imediatamente começaram a organizar seu próprio grupo no estilo dos Pistols, Buzzcocks. Como Devoto disse mais tarde: "Minha vida mudou no momento em que vi os Sex Pistols."
Os Pistols logo tocaram em outros locais importantes, notavelmente tocando no 100 Club da Oxford Street pela primeira vez em 30 de março. Em 3 de abril, eles tocaram pela primeira vez no Nashville, apoiando o 101ers. O vocalista do grupo de pub rock, Joe Strummer, viu os Pistols pela primeira vez naquela noite - e reconheceu o punk rock como o futuro. Um show de retorno no Nashville em 23 de abril destacou a crescente competência musical da banda. No entanto, Westwood começou uma briga com outro membro da plateia que também arrastou McLaren e Rotten. Cook disse mais tarde, a "briga no Nashville: foi quando toda a publicidade se apoderou dela e a violência começou a se infiltrar ... Acho que todo mundo estava pronto para ir e nós fomos o catalisador."
A principal banda punk de Nova Iorque, os Ramones, lançou seu álbum de estreia em 23 de abril de 1976. Embora considerada seminal para o crescimento do punk rock inglês, e Cook e Jones sendo fãs do álbum, Lydon rejeitou repetidamente que isso influenciou os Sex Pistols, alegando que eles "eram todos cabeludos e não me interessavam. Eu não gostava da imagem deles, do que eles representavam ou de nada sobre eles". Cook também negou ter sido influenciado por sua música, afirmando: "os Ramones e os Pistols eram animais diferentes, com um sabor diferente. Eles eram mais básicos, rock'n'roll de três acordes", mas acrescentou que o lançamento do álbum fez os Pistols pensarem: "É melhor continuarmos aqui".

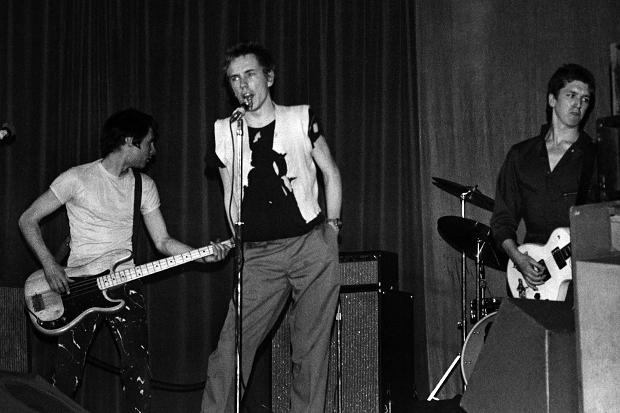
A banda se apresentando em 4 de junho de 1976 em Manchester, Inglaterra

Em 11 de maio, os Pistols começaram uma residência de quatro semanas nas noites de terça-feira no 100 Club. Eles dedicaram o resto do mês a turnês por pequenas cidades e vilas no norte da Inglaterra e a gravar demos em Londres com o produtor e artista Chris Spedding. No mês seguinte, eles fizeram seu primeiro show em Manchester, arranjado por Devoto e Shelley. A apresentação dos Sex Pistols em 4 de junho no Lesser Free Trade Hall desencadeou um boom do punk rock na cidade.
Em 4 e 6 de julho, respectivamente, dois novos grupos punk rock de Londres começam — The Clash, com Strummer como vocalista principal, e The Damned — fizeram suas estreias ao vivo abrindo para os Sex Pistols. Em sua noite de folga no dia 5, os Pistols compareceram a um show dos Ramones no Dingwalls, como praticamente todos os outros no centro da cena punk inicial de Londres. Durante um show de retorno em Manchester em 20 de julho, os Pistols estrearam uma nova música, "Anarchy in the U.K.", refletindo elementos das ideologias radicais às quais Rotten estava sendo exposto. De acordo com Savage, "parece haver pouca dúvida de que Lydon foi alimentado com material de Vivienne Westwood e Jamie Reid, que ele então converteu em sua própria letra".
"Anarchy in the U.K." estava entre as sete músicas originais gravadas em uma sessão demo supervisionada pelo engenheiro de som da banda, Dave Goodman. McLaren organizou um grande evento para 29 de agosto no The Screen on the Green, no distrito de Islington, em Londres, com os Buzzcocks e The Clash abrindo para os Pistols. Três dias depois, a banda estava em Manchester para gravar sua primeira aparição na televisão, para o So It Goes, de Tony Wilson. Os Pistols fizeram seu primeiro show fora da Grã-Bretanha em 3 de setembro, na abertura da discoteca Chalet du Lac, em Paris. O Bromley Contingent estava presente e Siouxsie foi assediada pelos moradores locais devido à sua roupa com seios nus. No dia seguinte, a apresentação do So It Goes foi ao ar. Em 13 de setembro, os Pistols começaram uma turnê pela Grã-Bretanha. Uma semana depois, de volta a Londres, eles foram a atração principal da noite de abertura do 100 Club Punk Special. Organizado pela McLaren (para quem a palavra "festival" tinha uma conotação hippie demais), o evento foi "considerado o momento que foi o catalisador para os anos que viriam". Desmentindo a percepção comum de que as bandas punk não sabiam tocar seus instrumentos, as críticas da imprensa musical contemporânea, avaliações críticas posteriores de gravações de shows e depoimentos de outros músicos indicam que os Pistols se tornaram uma banda ao vivo coesa e feroz. Enquanto Rotten testava estilos de vocalização selvagens, os instrumentistas experimentaram "com sobrecarga, feedback e distorção ... levando seus equipamentos ao limite".

### Fama mainstream
A gravadora EMI assinou um contrato de dois anos com a banda em 8 de outubro de 1976. Os Pistols logo estavam em um estúdio gravando uma sessão completa com Dave Goodman. De acordo com Matlock, "A ideia era capturar o espírito da apresentação ao vivo. Fomos pressionados a torná-la cada vez mais rápida." Os resultados foram rejeitados pela banda. Chris Thomas, que havia produzido o Roxy Music e mixado The Dark Side of the Moon, do Pink Floyd, foi trazido para produzir. O primeiro single da banda, "Anarchy in the U.K.", foi lançado em 26 de novembro de 1976. O músico e jornalista John Robb descreveu mais tarde o impacto do disco: "Da abertura de Steve Jones ... acordes descendentes, aos vocais... zombeteiros  de Johnny Rotten, esta música é a declaração perfeita ... uma peça incrivelmente poderosa de política punk." Colin Newman, da banda pós-punk Wire, descreveu-o como "o chamado claro de uma geração".
A letra de "Anarchy in the U.K." ligou o punk a uma atitude niilista e politizada recentemente, tipificada por frases como "Eu sou um anticristo" e "Destrua!". A embalagem e a promoção visual do single também inovaram. Reid e McLaren tiveram a ideia de vender o disco em uma capa preta completamente sem palavras e sem características. A imagem principal associada ao single foi o pôster da "bandeira da anarquia" de Reid: uma bandeira do Reino Unido rasgada e parcialmente presa com alfinetes de segurança, com os nomes da música e da banda recortados no meio. Essas e outras imagens de Reid para a banda rapidamente se tornaram iconografia punk.
O comportamento dos Pistols, tanto quanto sua música, atraiu a atenção da mídia nacional. Em 1º de dezembro de 1976, a banda, acompanhada por membros do Bromley Contingent, xingou repetidamente durante uma transmissão ao vivo no início da noite do programa Today da Thames Television, apresentado por Bill Grundy. Aparecendo como substitutos de última hora do Queen, a banda e sua comitiva receberam bebidas enquanto esperavam para entrar no ar. Durante a entrevista, encorajado por Grundy, Jones disse que a banda tinha "gastado pra caralho" o adiantamento da gravadora, e Rotten usou a palavra "merda". Grundy - que mais tarde alegou estar bêbado - tentou flertar com Siouxsie Sioux, que respondeu que "sempre quis conhecê-lo". Grundy respondeu: "Você realmente quis? Nos encontraremos depois, certo?", levando Jones a xingar repetidamente.
Embora o programa fosse transmitido apenas na região de Londres, a cobertura da mídia que se seguiu ocupou os tabloides por dias. O Daily Mirror publicou a famosa manchete "The Filth and the Fury!" e perguntou "Quem são esses punks?"; outros jornais como o Daily Express ("Fury at Filthy TV Chat") e o Daily Telegraph ("4-Letter Words Rock TV") seguiram o exemplo. A Thames Television suspendeu Grundy e a entrevista efetivamente encerrou sua carreira. Steve Jones refletiu; Grundy foi a grande linha divisória na história dos Sex Pistols. Antes disso, éramos todos sobre a música, mas a partir de então tudo era sobre a mídia. De certa forma, foi nosso melhor momento, mas em outras foi o começo do fim ... Em termos de os Sex Pistols terem qualquer tipo de futuro a longo prazo, essa aceleração repentina foi a pior coisa que poderia ter acontecido.
A entrevista fez da banda um nome conhecido da noite para o dia na Grã-Bretanha e trouxe o punk para o mainstream. Eles lançaram a UK Anarchy Tour, com o apoio do Clash e da banda de Johnny Thunders, The Heartbreakers, vindos de Nova Iorque. O The Damned fez parte brevemente da turnê, antes de a McLaren o expulsar. A cobertura da mídia foi intensa, e muitos dos shows foram cancelados pelos organizadores ou autoridades locais; de aproximadamente vinte shows agendados, apenas sete realmente aconteceram. Após uma campanha na imprensa do sul do País de Gales, uma multidão incluindo cantores de natal e um pregador pentecostal protestou contra o grupo do lado de fora de um show em Caerphilly. Os empacotadores da fábrica da EMI se recusaram a lidar com o single da banda. O vereador conservador de Londres, Bernard Brook Partridge, disse: "A maioria desses grupos melhoraria muito com uma morte súbita. Suponho que o pior dos grupos punk rock atualmente sejam os Sex Pistols. Eles são incrivelmente nauseantes ... a antítese da humanidade. Gostaria de ver alguém cavar um buraco muito, muito grande e extremamente fundo e jogar todo o grupo sangrento nele."
Três concertos foram organizados na Holanda para janeiro de 1977. A banda, de ressaca, embarcou num avião no Aeroporto de Heathrow, em Londres , na manhã de 4 de janeiro; algumas horas depois, o Evening News noticiava que a banda tinha "vomitado e cuspido durante todo o voo" para o voo.  Apesar das negativas categóricas do representante da EMI que acompanhava o grupo, a gravadora, que estava sob pressão política, liberou a banda do seu contrato. Na descrição posterior de um jornalista, os Pistols tinham "alimentado um pânico moral ... precipitando o cancelamento de concertos, a expulsão da banda do seu contrato com a gravadora EMI e histórias escabrosas dos tabloides sobre o 'culto do choque' do punk ". Enquanto McLaren recebia ofertas de outras gravadoras, a banda foi para o estúdio para uma ronda de gravações com Goodman, a última com ele ou com Matlock.

#### Sid Vicious substitui Matlock

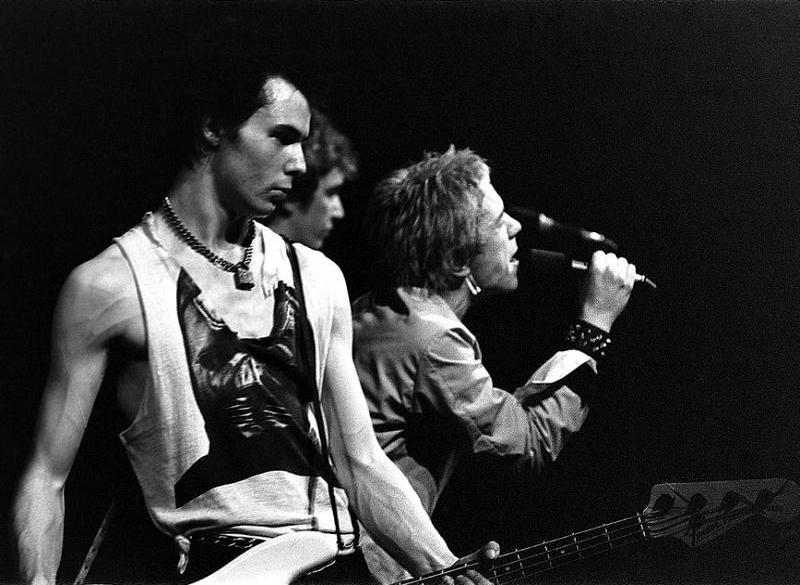
Sex Pistols (Sid Vicious à esquerda, Steve Jones ao centro e Johnny Rotten à direita) se apresentando em Trondheim, Noruega, em julho de 1977

Em 28 de fevereiro de 1977, McLaren anunciou que Matlock estava deixando a banda porque Matlock "falou muito sobre Paul McCartney". Embora Matlock diga que saiu voluntariamente, Jones afirmou em uma entrevista contemporânea que foi demitido porque "gostava dos Beatles". Em 2005, Jones admitiu que, embora Matlock fosse um bom compositor, ele "não parecia um Sex Pistol". Em 1990, Matlock descreveu o motivo como seu relacionamento amargo com Rotten, exacerbado - no relato de Matlock - pela atitude de Rotten "depois que seu nome apareceu nos jornais". Jon Savage sugere que Rotten empurrou Matlock para fora para demonstrar seu poder e autonomia da McLaren.
Matlock foi substituído pelo amigo de Rotten, Sid Vicious, anteriormente baterista de duas bandas punk de círculo interno, Siouxsie and the Banshees e Flowers of Romance. De acordo com Matlock, Rotten queria Vicious na banda porque "em vez dele contra Steve e Paul, seria ele e Sid contra Steve e Paul. Ele sempre pensou nisso em termos de campos opostos." De acordo com Jones, "para Cookie [Paul Cook] e eu, simplesmente não fazia sentido ter alguém que não conseguia tocar uma nota tentando preencher os sapatos de Glen, mas nunca foi sobre a música para McLaren ... desde o minuto em que Sid entrou na banda, nada mais foi normal."
Julien Temple, então um estudante de cinema que McLaren havia contratado para criar um registro audiovisual abrangente da banda, concorda: "Sid era o protegido de John no grupo, na verdade. Os outros dois achavam que ele era louco." McLaren declarou mais tarde que, muito antes na carreira da banda, Westwood lhe disse que ele deveria "chamar o cara chamado John [Sid Vicious] que veio à loja algumas vezes" para ser o vocalista. Quando Lydon foi recrutado, Westwood disse que McLaren havia recrutado "o John errado".

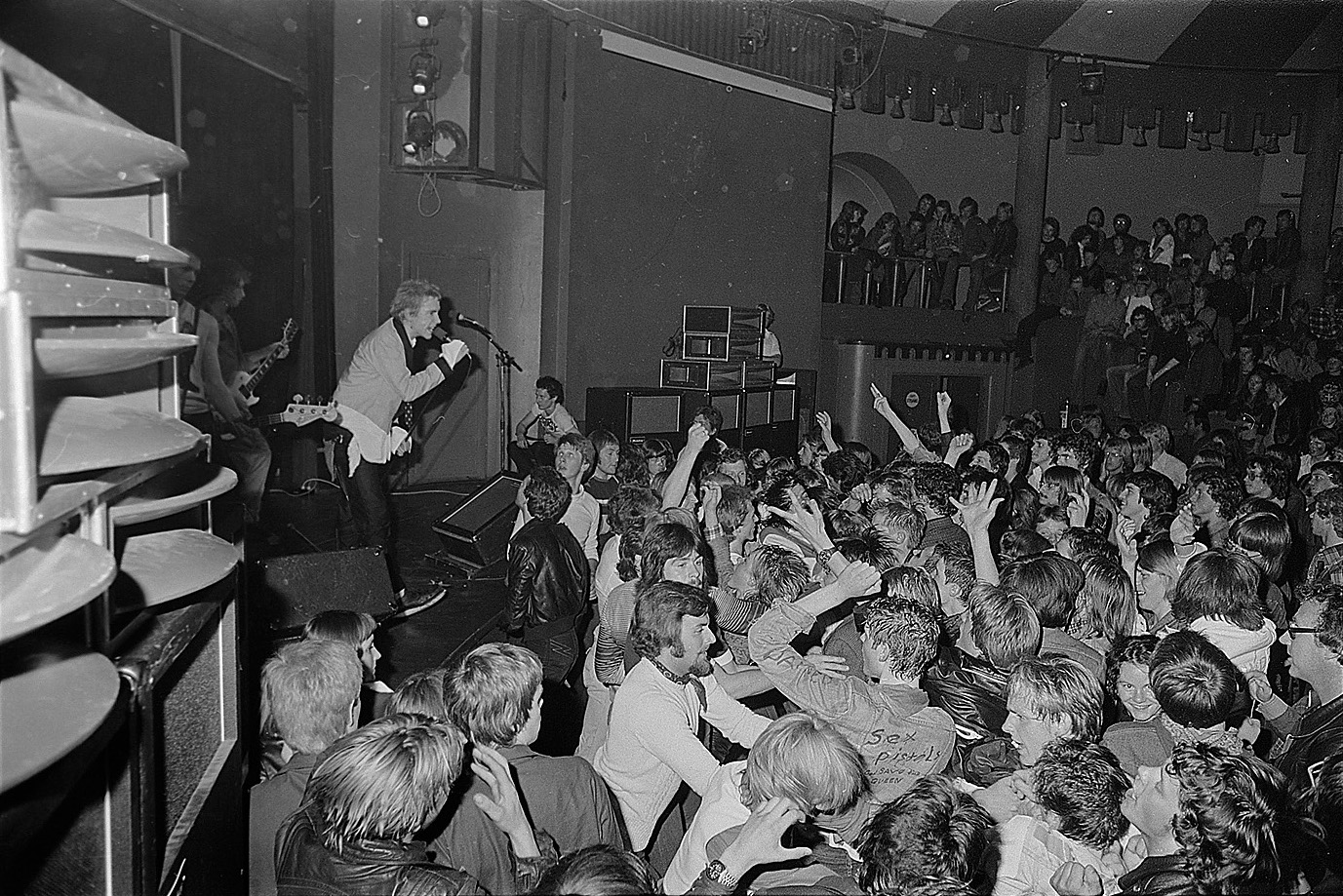
Os Sex Pistols no palco da Student Society em Trondheim, 1977

Vicious foi preso após atirar um copo que quebrou e cegou uma garota de um olho em um show do The Damned no 100 Club Punk Special. Ele cumpriu pena em um centro de detenção e o incidente contribuiu para o 100 Club banir bandas punk. Ele agrediu Nick Kent com uma corrente de bicicleta durante um show no 100 Club. De acordo com McLaren, "quando Sid entrou, ele não sabia tocar guitarra, mas sua loucura se encaixou na estrutura da banda." "Todos concordavam que ele tinha a aparência", Lydon lembrou mais tarde, mas a habilidade musical era outra questão. "Os primeiros ensaios ... com Sid foram infernais". Marco Pirroni, que tocou com Vicious em Siouxsie and the Banshees, disse: "Depois disso, não tinha mais nada a ver com música. Seria apenas pelo sensacionalismo e escândalo de tudo isso. Então se tornou a história de Malcolm McLaren".
Estar nos Pistols teve um efeito progressivamente destrutivo em Vicious. Como Lydon observou: "Até então, Sid era absolutamente infantil. Tudo era divertido e risonho. De repente, ele era um grande astro pop. O status de astro pop significava imprensa, uma boa chance de ser visto em todos os lugares certos, adoração." No início de 1977, ele conheceu Nancy Spungen, uma viciada em drogas emocionalmente perturbada e prostituta ocasional de Nova Iorque. Spungen apresentou Vicious à heroína, e sua codependência emocional o alienou dos outros membros da banda. Lydon escreveu mais tarde: "fizemos de tudo para nos livrar de Nancy ... Ela o estava matando. Eu estava absolutamente convencido de que essa garota estava em uma lenta missão suicida ... Ela queria levar Sid com ela."

#### A&M, Virgin e semana do Jubileu
Os Pistols assinaram com a A&M Records em uma cerimônia de imprensa em março de 1977 realizada do lado de fora do Palácio de Buckingham. Depois, embriagados, eles foram aos escritórios da A&M, onde Vicious teria quebrado um vaso sanitário e Rotten abusou verbalmente de membros da equipe da gravadora. Alguns dias depois, os Pistols brigaram com outra banda em um clube; um dos amigos de Rotten ameaçou um amigo do diretor de inglês da A&M; a A&M rescindiu seu contrato com os Pistols em 16 de março. Embora 25.000 cópias do single "God Save the Queen" já tivessem sido prensadas, quase todas foram destruídas.
Vicious se apresentou pela primeira vez com os Pistols no Notre Dame Hall de Londres em 28 de março. Em maio daquele ano, os Pistols assinaram com a Virgin Records, sua terceira gravadora em pouco mais de meio ano. Durante a campanha de lançamento da Virgin para "God Save the Queen", os trabalhadores da fábrica de prensagem largaram ferramentas em protesto contra a letra da música e a arte da capa de Reid da Rainha Elizabeth II com o rosto obscurecido por letras recortadas que formavam o título da música e o nome da banda. O single foi finalmente lançado em 27 de maio. Sua letra - "Deus salve a rainha / o regime fascista ... Ela não é um ser humano / e não há futuro / nos sonhos da Inglaterra" - levou a um clamor generalizado dos tabloides britânicos, levando várias grandes redes a retirá-lo da venda. Foi banido pela rádio e televisão BBC e por todas as estações de rádio independentes, tornando-se, de acordo com o crítico musical Alexis Petridis, o "disco mais censurado da história britânica". O impacto social da canção foi descrito pelo músico e jornalista Sean O'Hagan como "a glória suprema do punk".
O single foi programado para coincidir com o auge das celebrações do Jubileu de Prata da Rainha Elizabeth. No fim de semana do Jubileu, uma semana e meia após o lançamento do disco, ele havia vendido mais de 150.000 cópias. Em 7 de junho, McLaren fretou um barco para que os Sex Pistols se apresentassem enquanto navegavam pelo Rio Tâmisa, passando pelo Píer de Westminster e pelas Casas do Parlamento. O evento foi concebido como uma zombaria da procissão fluvial da Rainha planejada para dois dias depois, mas terminou em caos. Lanchas da polícia forçaram o barco a atracar, e a polícia cercou as pranchas de embarque no píer. Enquanto os membros da banda e seus equipamentos eram levados por uma escada lateral, McLaren, Westwood e muitos da comitiva da banda foram presos.
"God Save the Queen" estreou na segunda posição na parada oficial do Reino Unido na semana do Jubileu, atrás de "I Don't Want to Talk About It", de Rod Stewart. McLaren alegou que a CBS Records, que distribuiu os dois singles, disse a ele que os Pistols estavam vendendo mais que Stewart em uma proporção de dois para um. Há evidências de que medidas excepcionais foram tomadas pelo British Phonographic Institute, que supervisionou a compilação da parada do Reino Unido, para excluir as vendas das lojas da Virgin.
Ataques a fãs de punk aumentaram e em meados de junho, Rotten foi agredido por uma gangue armada com facas do lado de fora do pub Pegasus de Islington, causando danos no tendão de seu braço esquerdo. Reid e Cook foram espancados em outros incidentes; três dias após o ataque ao Pegasus, Rotten foi atacado novamente. De acordo com Cook, após o single "God Save the Queen" e o incidente Grundy, os Pistols eram o inimigo público número um, e havia uma rivalidade entre gangues de rockabillies, Teddy Boys e punks, o que frequentemente levava à violência. Em agosto daquele ano, a banda não conseguiu divulgar datas no Reino Unido, forçando-os a fazer uma turnê pseudônima como SPOTS (Sex Pistols on Tour Secretly) para evitar o cancelamento.
McLaren queria há muito tempo fazer um filme com os Sex Pistols. A primeira tarefa de Temple foi montar Sex Pistols Número 1, um mosaico de 25 minutos de filmagens de várias fontes, muitas delas refilmadas de telas de televisão. O Número 1 era frequentemente exibido em locais de shows antes da banda subir ao palco. Usando imagens da mídia do incidente no Tâmisa, Temple criou outro curta, Jubilee Riverboat (também conhecido como Sex Pistols Número 2).

#### Never Mind the Bollocks

Logotipo de Jamie Reid para Never Mind the Bollocks

No início de 1977, Lydon, Jones e Cook começaram a gravar faixas para seu álbum de estreia com o produtor Chris Thomas. Inicialmente intitulado God Save Sex Pistols, ficou conhecido durante o verão como Never Mind the Bollocks. A falta de habilidade musical de Vicious tornou-se aparente logo depois que ele se juntou às sessões; de acordo com Jones, eles "tentaram o máximo possível não deixar [Vicious] perto do estúdio". Embora Matlock tenha sido convidado a retornar como músico de sessão, Jones acabou tocando a maioria das partes do baixo. O baixo de Vicious está supostamente presente em "Bodies": De acordo com Jones, "nós apenas o deixamos fazer. Quando ele saiu, eu gravei outra parte, deixando o de Sid baixo." Jones diz que Vicious apareceu para a sessão de "God Save the Queen", enquanto Lydon se lembra dele estar lá durante a gravação de uma versão não utilizada de "Submission". Mais dois singles foram lançados nas sessões de Thomas; "Pretty Vacant" em 1º de julho e "Holidays in the Sun" em 14 de outubro. Cada um foi um sucesso no top dez.
O álbum foi lançado em 28 de outubro de 1977. A Rolling Stone o descreveu como "o disco de rock & roll mais emocionante dos anos setenta". Alguns críticos ficaram desapontados com o fato de o álbum conter todos os quatro singles lançados anteriormente e o rejeitaram como pouco mais do que uma compilação de "maiores sucessos".
Contendo a faixa "Bodies" - na qual Rotten diz "fuck" seis vezes - e "God Save the Queen", e apresentando a palavra bollocks em seu título, o álbum foi banido pela Boots, W H Smith e Woolworths. O ministro sombra conservador da educação condenou-o como "um sintoma da forma como a sociedade está em declínio", e tanto a Independent Television Companies Association quanto a Association of Independent Radio Contractors proibiram seus anúncios. No entanto, as vendas antecipadas foram suficientes para torná-lo número um na parada de álbuns.
O título do álbum levou a um processo judicial de grande repercussão depois que uma loja da Virgin Records em Nottingham foi ameaçada de processo por exibir "material impresso indecente". O caso foi arquivado quando o defensor da QC, John Mortimer, apresentou uma testemunha especialista que estabeleceu que "bollocks" era um termo do inglês antigo para uma pequena bola, que a palavra aparecia em nomes de lugares sem causar perturbação erótica nas comunidades locais e que, no século XIX, "bollocks" era usado como apelido para clérigos: "Os clérigos são conhecidos por falarem muita bobagem, e por isso a palavra mais tarde desenvolveu o significado de bobagem." No contexto do título do álbum, o termo, na verdade, significa principalmente "bobagem". Steve Jones, de improviso, surgiu com o título enquanto a banda debatia como chamar o álbum. Um Jones exasperado disse: "Ah, que se dane, não se preocupe com essa besteira toda."
Após datas na Holanda, a banda partiu em uma turnê Never Mind the Bans pela Grã-Bretanha em dezembro de 1977. Das oito datas programadas, quatro foram canceladas devido a doenças ou pressão política. No dia de Natal, os Pistols fizeram dois shows no Ivanhoe's em Huddersfield, o primeiro show foi para os filhos de bombeiros em greve. Essas foram as últimas apresentações da banda no Reino Unido por mais de dezoito anos.
A turnê dos Pistols pelos Estados Unidos em janeiro de 1978 foi inicialmente programada para nove datas, mas devido ao uso de drogas por Vicious e ao rompimento do relacionamento entre Lydon e McLaren foi interrompida após sete shows. Foi adiada devido à relutância das autoridades americanas em emitir um visto para Jones, devido à sua ficha criminal, levando ao cancelamento de várias datas no Nordeste. Embora a turnê fosse muito aguardada nos Estados Unidos, foi atormentada por brigas internas e planejamento deficiente, levando a um público frustrado e beligerante.
No início da turnê, Vicious foi preso enquanto tentava comprar heroína em Memphis e espancado pela equipe de segurança contratada pela Warner Bros., a gravadora americana da banda. Posteriormente, ele apareceu com as palavras "Gimme a fix" marcadas em seu peito. Durante um show em San Antonio, Vicious chamou a multidão de "um bando de bichas" antes de bater na cabeça de um membro da plateia com seu baixo. Sofrendo de abstinência de heroína durante um show em Dallas, ele cuspiu sangue em uma mulher que subiu no palco e lhe deu um soco no rosto. Ele foi internado no hospital mais tarde naquela noite para tratar vários ferimentos. Fora do palco, ele teria chutado um fotógrafo, atacado um segurança e desafiado um de seus próprios guarda-costas para uma briga.
Rotten estava com gripe e tossindo sangue, e se sentia cada vez mais isolado de Cook e Jones e enojado por Vicious. Jones disse mais tarde que ele e Cook "não suportavam mais ficar perto de Johnny e Sid. Você não conseguia se virar por um minuto sem que Sid começasse uma briga ... Então, além disso, você tinha Rotten, que estava em sua própria viagem e basicamente pensava que era Deus naquele estágio."
Em 14 de janeiro de 1978, durante o último show da turnê no Winterland Ballroom, em São Francisco, um Rotten desiludido apresentou o bis da banda dizendo: "Vocês vão ter uma música, e apenas uma música, porque eu sou um preguiçoso". Essa música era um cover dos Stooges, "No Fun". No final da música, Rotten, ajoelhado no palco, entoou uma declaração inequívoca: "Isso não tem graça. Não tem graça. Isso não tem graça — nem um pouco. Não tem graça." Quando o último som dos pratos se dissipou, Rotten se dirigiu diretamente à plateia: "Ah-ha-ha. Já tiveram a sensação de terem sido enganados? Boa noite!", antes de largar o microfone e sair do palco. Mais tarde, ele observou: "Eu me senti enganado e não ia mais continuar com isso; era uma farsa ridícula. Sid estava completamente fora de si - apenas um desperdício de espaço. A coisa toda era uma piada naquele momento ... [Malcolm] não falava comigo ... Ele não discutia nada comigo. Mas então ele se virava e dizia a Paul e Steve que a tensão era culpa minha porque eu não concordava com nada."
Em 17 de janeiro, a banda viajou separadamente para Los Angeles. Vicious, em estado cada vez pior, foi trazido por um amigo que o levou para Nova Iorque; Vicious tomou uma mistura de valium e metadona (mais tarde desculpada como "exaustão nervosa") e foi hospitalizado na chegada. Rotten voou para Nova Iorque para visitar Vicious e anunciou a separação da banda em 18 de janeiro. Praticamente quebrado, ele telefonou para o chefe da Virgin Records, Richard Branson, que concordou em pagar sua passagem de volta para Londres.

### Fase pós-Lydon e separação
Cook, Jones e Vicious não tocaram ao vivo juntos novamente após a saída de Rotten. Nos meses seguintes, McLaren organizou gravações no Brasil (com Jones e Cook), Paris (com Vicious) e Londres; eles e outros entraram como vocalistas principais em faixas posteriores. Em 30 de junho, um single creditado aos Sex Pistols foi lançado: de um lado, o notório criminoso Ronnie Biggs cantou "No One Is Innocent" acompanhado por Jones e Cook; do outro, Vicious cantou o clássico "My Way", sobre uma faixa de apoio Jones-Cook e uma orquestra de cordas. O single alcançou a sétima posição.
Vicious mudou-se para Nova Iorque, onde tentou lançar uma carreira como artista solo com Spungen como sua empresária. Em setembro de 1978, apoiado por membros do New York Dolls, Vicious gravou músicas que eventualmente seriam lançadas em seu álbum póstumo ao vivo de 1979, Sid Sings. Em 12 de outubro de 1978, Spungen foi encontrada morta aos 20 anos no quarto do Hotel Chelsea que ela dividia com Vicious, devido a uma facada no estômago. A polícia recuperou apetrechos para drogas na cena e Vicious foi preso e acusado de seu assassinato. Enquanto estava sob fiança, Vicious foi preso por quebrar uma caneca de cerveja no rosto do irmão de Patti Smith, Todd Smith. Vicious foi levado sob custódia em 9 de dezembro de 1978 e passou os próximos 54 dias na prisão de Rikers Island, onde passou por desintoxicação forçada. Ele foi libertado sob fiança em 1 de fevereiro de 1979. Mais tarde naquela noite, após uma pequena festa para comemorar sua libertação, ele morreu de overdose de heroína, aos 21 anos.
Cook e Jones continuaram a trabalhar juntos, com duas novas faixas que gravaram, "Black Leather" e "Here We Go Again", aparecendo na compilação japonesa The Very Best Of Sex Pistols And We Don't Care em dezembro de 1979. Outras novas músicas apareceram em The Great Rock 'n' Roll Swindle, um álbum da trilha sonora de um filme então incompleto sobre os Sex Pistols. O álbum foi lançado pela Virgin Records em fevereiro de 1979 e consistia principalmente de covers e novas faixas cantadas por Jones, Vicious, Cook, Biggs, McLaren e Edward Tudor-Pole. Várias faixas apresentam os vocais do Rotten de primeiras sessões não lançadas, em alguns casos com músicas regravadas por Jones e Cook. Há um corte ao vivo, do último show da banda em São Francisco. O álbum também contém faixas em que outros artistas fazem covers de músicas dos Sex Pistols. Quatro músicas de Swindle se tornaram singles top dez, uma a mais que de Never Mind the Bollocks . O single de 1978 "No One Is Innocent"/"My Way" foi seguido em 1979 pelo cover cantado por Vicious de "Somethin' Else" de Eddie Cochran (número três, e o single mais vendido sob o nome Sex Pistols); Jones cantando uma original, "Silly Thing" (número seis); e o segundo cover de Cochran de Vicious, "C'mon Everybody" (número três). Mais dois singles da trilha sonora foram lançados sob o nome Sex Pistols, com Tudor-Pole e outros cantando "The Great Rock 'n' Roll Swindle" e "(I'm Not Your) Steppin' Stone", que contou com um vocal do Rotten de 1976; ambos ficaram um pouco abaixo do Top Twenty.
Enquanto isso, Lydon iniciou um processo judicial contra a McLaren e a empresa de gestão dos Pistols, Glitterbest, que a McLaren controlava. Entre as alegações estavam o não pagamento de royalties, o uso indevido do título "Johnny Rotten", obrigações contratuais injustas e danos por "todas as atividades criminosas que ocorreram". As audiências começaram em 7 de fevereiro de 1979, cinco dias após a morte de Vicious. Cook e Jones se aliaram à McLaren, mas à medida que aumentavam as evidências de que seu empresário havia gasto praticamente toda a receita da banda em seu projeto de filme, eles mudaram de lado. Em 14 de fevereiro, o tribunal colocou o filme e sua trilha sonora em recuperação judicial — não mais sob o controle da McLaren, eles agora seriam administrados como ativos exploráveis para lidar com as reivindicações financeiras dos membros da banda. A McLaren ficou com dívidas pessoais substanciais e honorários advocatícios.

#### Consequências
Após deixar os Pistols, Rotten voltou a usar seu nome de nascimento, Lydon, e formou a influente banda pós-punk Public Image Ltd. com o ex-membro do The Clash, Keith Levene, e seu amigo de escola, Jah Wobble. A banda alcançou o top 10 do Reino Unido com seu single de estreia, "Public Image", de 1978.
Após a briga com a McLaren, Cook e Jones formaram o The Professionals, que durou de 1979 a 1982. Jones passou a tocar com as bandas Chequered Past e Neurotic Outsiders. Ele também gravou dois álbuns solo, Mercy e Fire and Gasoline. A partir de 2017, Jones mora em Los Angeles, onde apresenta um programa de rádio diário, Jonesy's Jukebox, desde 2015. Desde a separação dos Rich Kids em 1979, Matlock tocou com várias bandas, incluindo gravações e turnês com Iggy Pop em 1980.
McLaren passou a realizar uma consultoria de um mês para Adam and the Ants e gerenciar sua ramificação Bow Wow Wow. Em meados da década de 1980, ele lançou uma série de discos de sucesso e influentes como artista solo.
O filme The Great Rock 'n' Roll Swindle foi finalmente concluído por Julian Temple, que recebeu o crédito exclusivo pelo roteiro depois que McLaren teve seu nome retirado da produção. Lançado em 1980, o filme reflete fortemente a visão de McLaren. É uma releitura ficcional e parcialmente animada da história da banda e suas consequências, com McLaren no papel principal, Jones como coadjuvante e contribuições de Vicious (incluindo sua memorável interpretação de "My Way") e Cook. O filme incorpora vídeos promocionais gravados para "God Save the Queen" e "Pretty Vacant", além de extensas filmagens documentais, muitas delas focadas em Rotten. Na descrição de Temple, ele e McLaren o conceberam como uma" polêmica muito estilizada". Eles estavam reagindo ao fato de que os Pistols haviam se tornado o "pôster na parede do quarto do dia, onde você se ajoelha antes de dormir e reza para seu deus do rock. E esse nunca foi o ponto ... O mito tinha que ser dinamitado de alguma forma. Tínhamos que fazer este filme de uma forma que enfurecesse os fãs." No filme, McLaren afirma ter criado a banda do zero e arquitetado sua notória reputação; muito da estrutura da narrativa solta é baseada no ensino de McLaren de uma série de "lições" a serem aprendidas de "uma invenção minha que eles chamaram de punk rock".
A decisão judicial de 1979 deixou muitas questões entre Lydon e McLaren sem solução. Cinco anos depois, Lydon entrou com outra ação. Finalmente, em 16 de janeiro de 1986, Lydon, Jones, Cook e o espólio de Sid Vicious receberam o controle do patrimônio da banda, incluindo os direitos de The Great Rock 'n' Roll Swindle e todas as filmagens para ele - mais de 250 horas. No mesmo ano, o filme ficcional do relacionamento de Vicious com Spungen foi lançado: Sid and Nancy, dirigido por Alex Cox. Em sua autobiografia, Lydon atacou o filme, dizendo que ele "celebra o vício em heroína", faz de tudo para "humilhar a vida [de Vicious]" e deturpa completamente o papel dos Sex Pistols na cena punk de Londres.
Em maio de 2022, a FX lançou a minissérie Pistol sobre a banda.

### Reuniões
Os membros originais da banda se reuniram em 1996 para a turnê Filthy Lucre de seis meses, que incluiu datas na Europa, América do Norte e do Sul, Austrália e Japão. Seu acesso aos arquivos associados a The Great Rock 'n' Roll Swindle facilitou a produção do documentário de 2000 The Filth and the Fury. O filme também foi dirigido por Temple e formulado como uma tentativa de contar a história do ponto de vista da banda, em contraste com o foco de Swindle em McLaren e na mídia. Em 2002, a banda se reuniu para tocar no Crystal Palace National Sports Centre em Londres. Eles realizaram uma curta turnê pela América do Norte em 2003.
Em março de 2006, a banda vendeu os direitos de seu catálogo anterior para a Universal Music Group. Em novembro de 2006, os Sex Pistols foram introduzidos no Hall da Fama do Rock and Roll, mas a banda rejeitou a honra. De acordo com Jones, "uma vez que você quer ser colocado em um museu, o Rock & Roll acabou; não é votado pelos fãs, é votado pelas pessoas que o introduzem... pessoas que já estão nele."
Os Pistols se reuniram para sete apresentações no Reino Unido em novembro de 2007. Em 2008, eles realizaram uma série de aparições em festivais europeus, intitulada Combine Harvester Tour. No mesmo ano, eles lançaram o DVD There'll Always Be An England, gravado em sua apresentação na Brixton Academy em 10 de novembro de 2007. A banda assinou com a Universal em 2012 para relançar Never Mind the Bollocks, Here's the Sex Pistols.

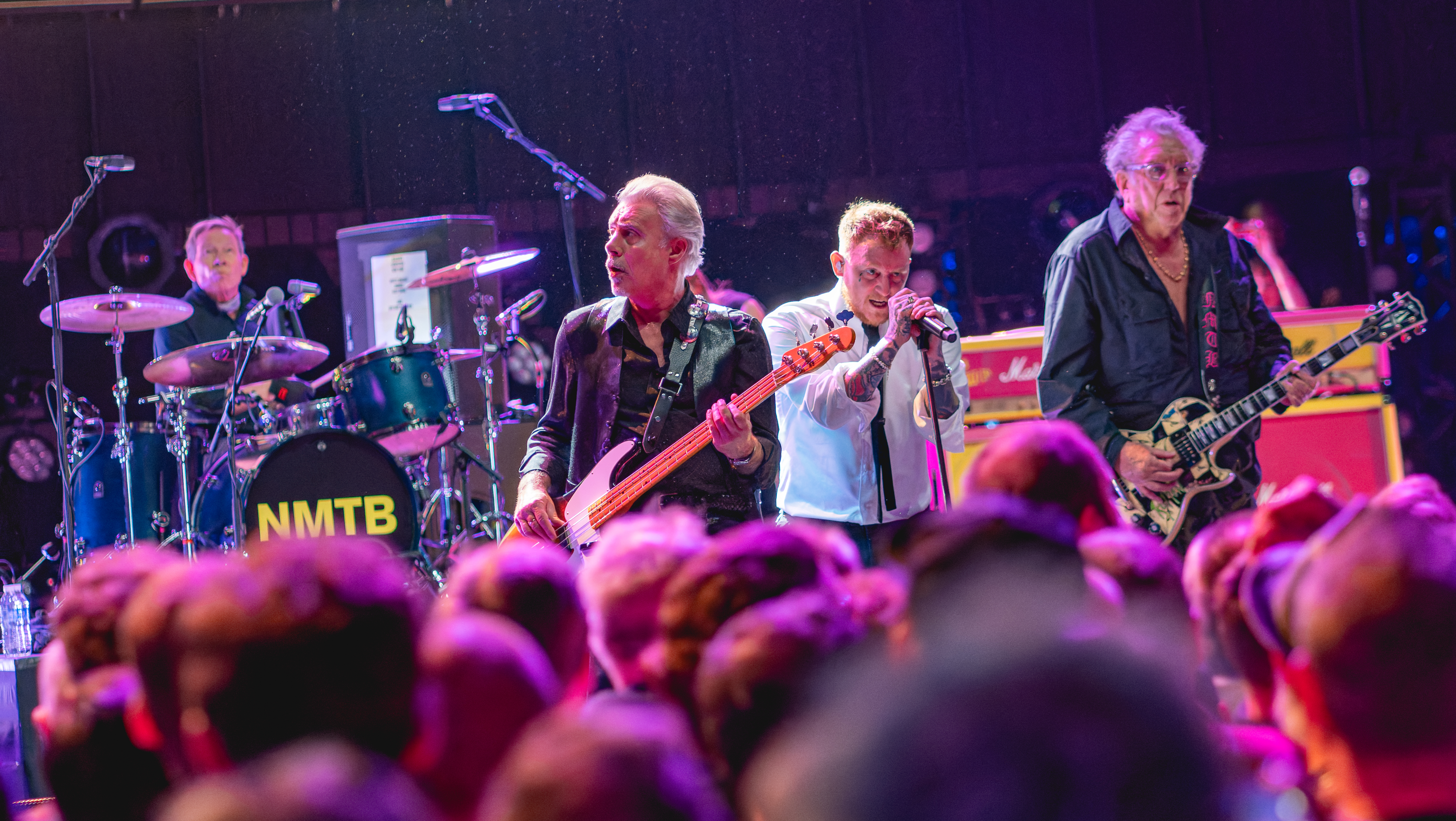
Sex Pistols e Frank Carter se apresentando no Royal Albert Hall em 24 de março de 2025

Em 3 de junho de 2024, Cook, Jones e Matlock anunciaram dois shows de reunião no Bush Hall em Shepherds Bush anunciados como "Frank Carter e Sex Pistols". Carter, do Frank Carter & The Rattlesnakes e Gallows, forneceu os vocais principais na ausência de Lydon. Eles tocaram o único álbum de estúdio do Sex Pistols, Never Mind the Bollocks, Here's the Sex Pistols na íntegra. Em 25 de agosto, eles foram a atração principal, junto com Editors, do 2024 AMA Music Festival. Uma turnê pelo Reino Unido foi anunciada posteriormente para setembro de 2024, que foi oficialmente anunciada como "Frank Carter e Paul Cook, Steve Jones, Glen Matlock do Sex Pistols fazem Never Mind the Bollocks". Em 20 de setembro, eles tocaram no Rock City em Nottingham, no dia seguinte na Birmingham o2 Academy e em 26 de setembro, eles tocaram em Londres, Kentish Town. Em 12 de novembro de 2024, eles foram anunciados como parte da programação do Download Festival de 2025. Em janeiro de 2025, eles anunciaram sua primeira turnê australiana desde 1996, marcada para abril de 2025.

## Estilo de música
Os Sex Pistols eram uma banda de punk rock. De acordo com Mark Deming, da AllMusic:
| “ | A música dos Sex Pistols não era formalmente inovadora, mas seu rock simples e básico era repleto de uma força e agressividade praticamente desconhecidas em meados dos anos 70, e os vocais ferozes e sarcásticos de Johnny Rotten (assim como suas letras incisivas e acusatórias) derrubaram todas as expectativas sobre como um vocalista de rock deveria parecer ou soar. Mesmo com a mídia os tratando como párias, a potência de sua música e sua imagem falavam a um público que esperava por algo diferente dos sons progressivos e soft rock que dominaram as paradas na década de 1970, desencadeando uma revolução que ainda está em andamento. | ” |

## Legado

### Influência

Arte do grafite de Rotten, Los Angeles, 2008

Os Sex Pistols são amplamente considerados como um dos atos mais influentes da história da música popular. Sua entrada no Trouser Press Record Guide afirma que "sua importância - tanto para a direção da música contemporânea quanto para a cultura pop de forma mais geral - dificilmente pode ser exagerada". O crítico musical Dave Marsh os chamou de "inquestionavelmente a banda de rock mais radical dos anos 70". Embora não seja a primeira banda punk, Never Mind the Bollocks é regularmente citado como um dos maiores álbuns de todos os tempos: em 2006, foi eleito o nº 28 na revista Q "100 Greatest Albums Ever", enquanto a Rolling Stone o listou em nº 2 em sua lista "Top 100 Albums of the Last 20 Years" de 1987. Ele passou a ser reconhecido como um dos discos mais influentes da história do rock. De acordo com a AllMusic, o álbum é "um dos maiores e mais inspiradores discos de rock de todos os tempos".
Eles inspiraram diretamente o estilo de muitas bandas punk e pós-punk, incluindo o The Clash, Siouxsie and the Banshees, the Adverts, Subway Sect e os Slits. Seu show de junho de 1976 no Lesser Free Trade Hall de Manchester se tornou um dos eventos mais mitificados da história do rock. Muitos entre o público de cerca de quarenta se tornaram figuras importantes nos movimentos punk e pós-punk, incluindo Pete Shelley e Howard Devoto, que organizaram o show, Bernard Sumner, Ian Curtis, Peter Hook, Mark E. Smith, John Cooper Clarke, Morrissey e Tony Wilson. Entre os muitos músicos posteriores que reconheceram sua dívida com os Pistols estão membros do Jesus and Mary Chain, dos Stone Roses, dos Guns N' Roses, do Nirvana, do Green Day e do Oasis. Chamando a banda de "imensamente influente", um estudo do London College of Music observa que "muitos estilos de música popular, como grunge, indie, thrash metal e até mesmo rap, devem suas fundações ao legado de bandas punk inovadoras - das quais os Sex Pistols foram os mais proeminentes."

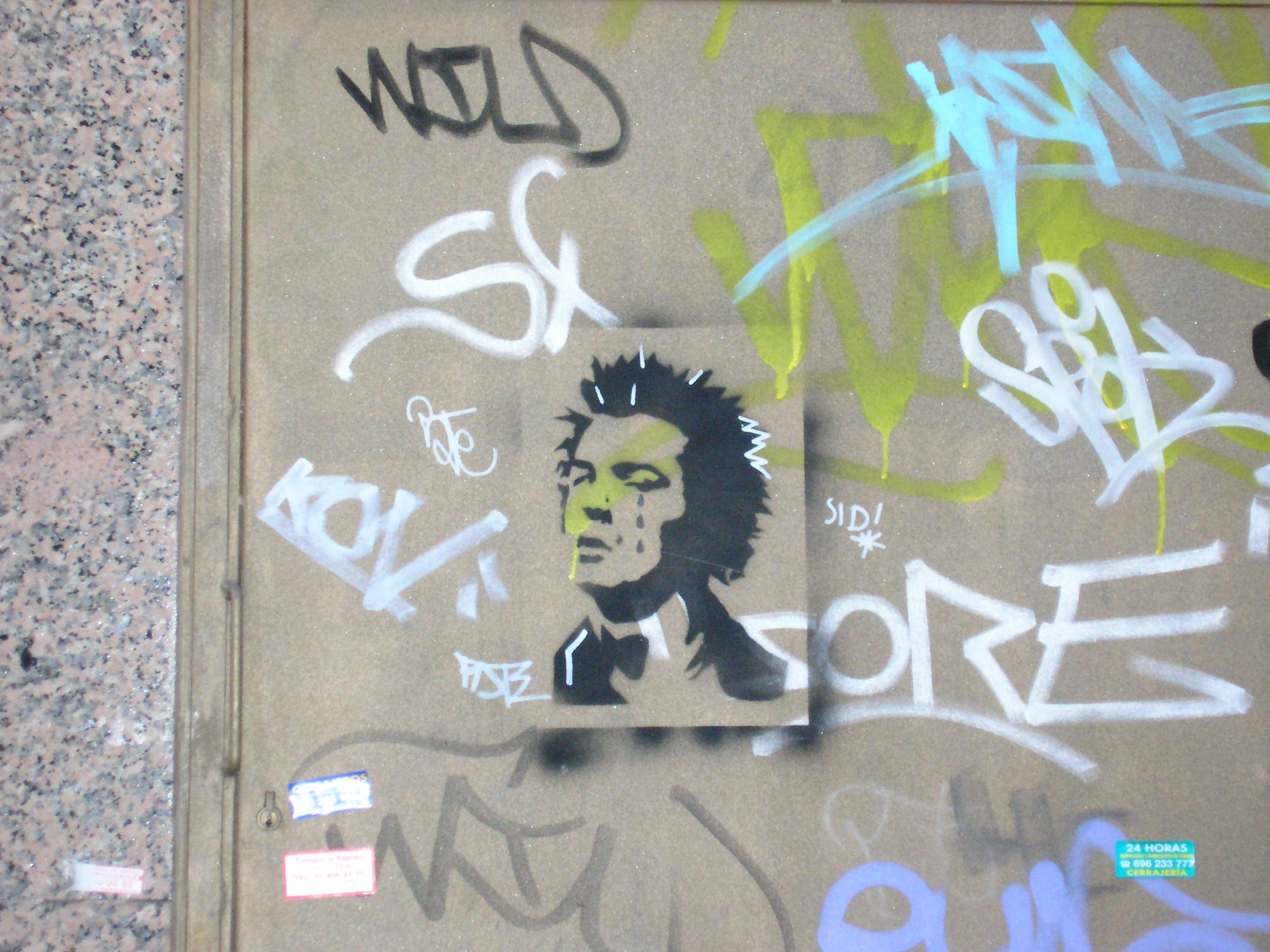
Graffiti de Vicious, Madrid

De acordo com o jornalista musical Ira Robbin, "os Pistols e... McLaren desafiaram todos os aspectos e preceitos da produção musical moderna, inspirando inúmeros grupos a seguirem seu exemplo nos palcos ao redor do mundo". O crítico Toby Creswell localiza a fonte primária de inspiração de forma um pouco diferente. Observando que "[i]magine o contrário, os Pistols levavam a música muito a sério", Creswell escreveu que "essencialmente, os Sex Pistols reforçaram o que as bandas de garagem dos anos 60 haviam demonstrado — você não precisa de técnica para fazer rock & roll. Em uma época em que a música era cada vez mais complicada e desvirtuada, a mudança geracional dos Sex Pistols causou uma verdadeira revolução".
Sua influência cultural é evidente em outras mídias. O trabalho de Reid para a banda é considerado um dos mais importantes do design gráfico da década de 1970 e ainda influencia o campo no século XXI. Aos 21 anos, Vicious já era um "ícone de venda de camisetas". Embora a maneira de sua morte tenha significado para muitos o fracasso inevitável das ambições sociais do punk, ela consolidou sua imagem como um arquétipo de juventude condenada. A moda punk britânica, ainda amplamente influente, é agora habitualmente creditada a Westwood e McLaren; como Johnny Rotten, Lydon também teve um efeito duradouro, especialmente por meio de sua abordagem de bricolagem ao estilo pessoal: ele usava uma jaqueta de veludo estilo ted com gola drapeada, grandes pinos de risca de giz, um Wemblex de gola de alfinete personalizado em uma camisa Anarchy e creepers de bordel. Christopher Nolan, diretor do filme Batman: O Cavaleiro das Trevas, disse que Rotten inspirou sua caracterização do Coringa.

### Base conceitual
Os Sex Pistols eram definidos por ambições que iam além do musical — na verdade, McLaren às vezes desprezava abertamente a música da banda e o punk rock em geral. "Cristo, se as pessoas comprassem os discos pela música, essa coisa já teria morrido há muito tempo", disse ele em 1977. Ele afirmou que os Sex Pistols eram seu projeto de arte pessoal, de estilo situacionista: "Decidi usar pessoas, assim como um escultor usa argila." De acordo com McLaren, eles eram algo com o qual "vendia calças" e um "exercício cuidadosamente planejado para desviar o máximo de dinheiro possível da indústria musical". Jon Savage caracteriza o tema central de McLaren em The Great Rock 'n' Roll Swindle como uma tentativa de extrair "dinheiro do caos".
Lydon rejeitou a influência de McLaren: "Nós fizemos nosso próprio escândalo apenas por sermos nós mesmos. Talvez ele soubesse que era redundante, então ele compensou demais. Toda essa conversa sobre os situacionistas franceses serem associados ao punk é besteira. É um absurdo!" Cook concordou e disse que "o situacionismo não tinha nada a ver conosco. Os Jamie Reids e os Malcolms estavam animados porque éramos a coisa real. Suponho que éramos o que eles estavam sonhando." De acordo com Lydon, "Se tínhamos um objetivo, era forçar nossas próprias opiniões da classe trabalhadora para o mainstream, o que era inédito na música pop na época."
Toby Creswell argumenta que a mensagem dos Pistols era "incipiente, para dizer o mínimo. Era um chamado geral à rebelião que se desfaz ao menor escrutínio". O crítico Ian Birch, escrevendo em 1981, chamou de "estúpida" a alegação de que os Sex Pistols "tinham qualquer significado político  ... Se fizeram alguma coisa, fizeram com que muitas pessoas se contentassem em não ser nada. Certamente não inspiraram as classes trabalhadoras". Embora o triunfo conservador em 1979 possa ser tomado como evidência dessa posição, Julien Temple observou que a cena inspirada pelos Sex Pistols "não era o tipo de família normal da classe trabalhadora, com dois para cima e dois para baixo, na maior parte. Estava à beira do precipício em termos sociais. Eles estavam, na verdade, dando voz a uma área da classe trabalhadora que estava quase além dos limites". No espaço de um ano após "Anarchy in the U.K.", essa voz ecoou amplamente: dezenas, se não centenas, de bandas punk formaram-se por todo o país — grupos compostos maioritariamente por membros da classe trabalhadora ou da classe média que rejeitaram os seus próprios valores de classe e procuraram a solidariedade com a classe trabalhadora.

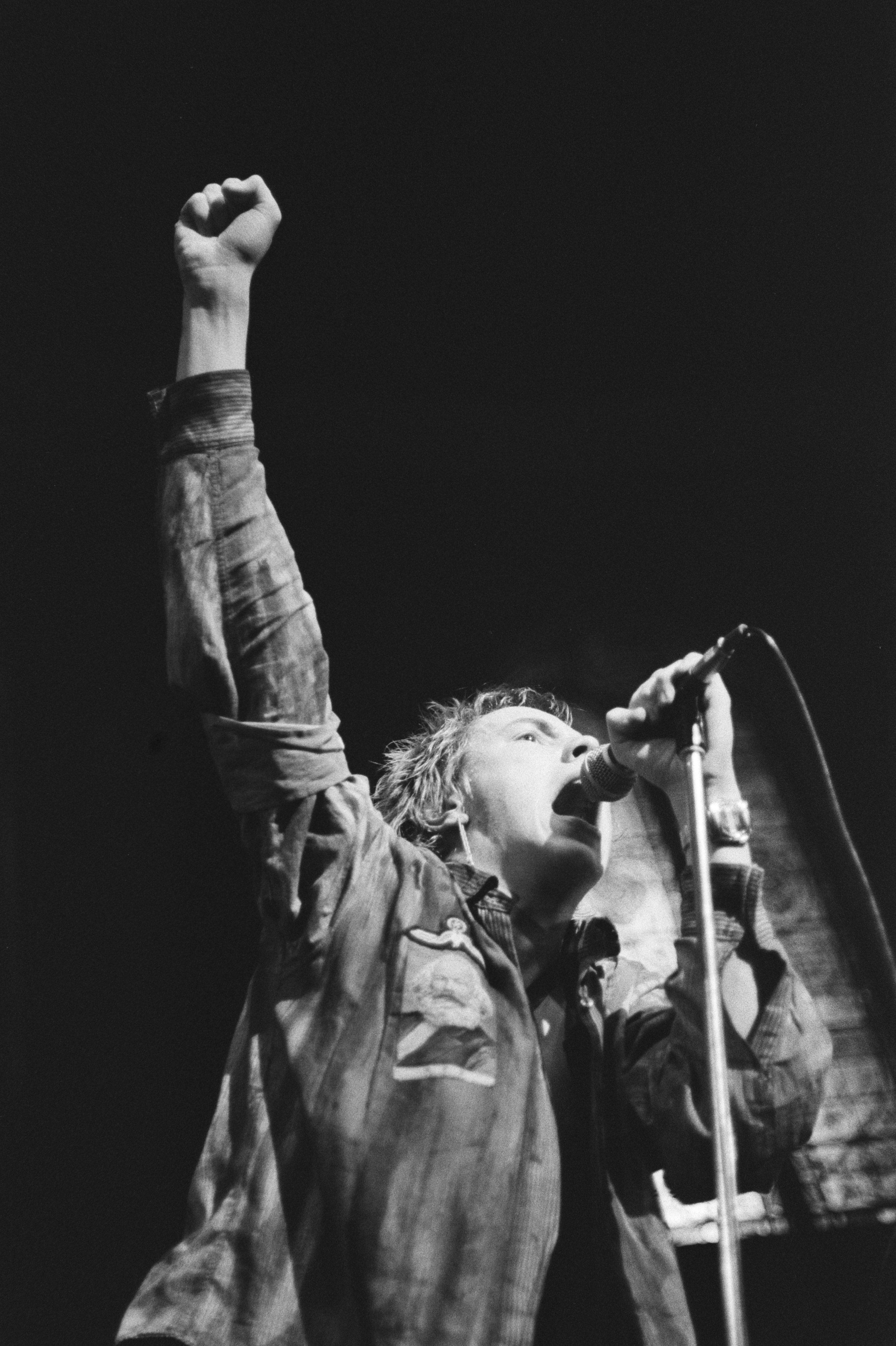
Johnny Rotten no palco do Paradiso, Amsterdã, janeiro de 1977

Em 1980, o crítico Greil Marcus refletiu sobre a postura contraditória de McLaren:
| “ | Pode ser que, na mente de seu autoproclamado Svengali ... os Sex Pistols nunca tenham sido concebidos para ser mais do que uma maravilha de nove meses, um veículo barato para dinheiro fácil, algumas risadas, um toque do velho "épater la bourgeoisie". Pode ser também que, na mente de seu principal terrorista e propagandista, veterano anarquista ... e artista situacionista McLaren, os Sex Pistols tenham sido concebidos para ser uma força que deixaria o mundo de queixo caído ... e finalmente uniria música e política. Os Sex Pistols eram tudo isso. | ” |

O crítico Bill Wyman escreve que a "inteligência feroz e o carisma surpreendente no palco" de Lydon foram catalisadores importantes, mas, em última análise, descobre que o verdadeiro significado da banda reside nas manipulações provocativas da mídia feitas pela McLaren. Embora algumas das afrontas públicas dos Sex Pistols tenham sido planejadas pela McLaren, Westwood e companhia, outras evidentemente não foram — incluindo o que o próprio McLaren cita como o "momento crucial que mudou tudo", o confronto no programa de Bill Grundy Today. De acordo com Cook, a McLaren "não instigou [situações]; isso sempre foi obra nossa". Matlock disse que no momento em que deixou a banda, estava claro para ele que McLaren "estava de fato perpetuando deliberadamente aquela ideia de nós como seus fantoches ... No entanto, descobri desde então que nem mesmo Malcolm estava tão ciente do que estava fazendo como ele fez parecer." Com sua ausência, Matlock demonstrou o quão crucial ele foi para a criatividade da banda: a banda escreveu apenas duas músicas nos onze meses entre sua saída e a separação.

## Integrantes

#### Membros atuais
- Glen Matlock – Baixo, vocais de apoio (1975–1977, 1996–2001, 2002–2003, 2007–2008, 2024–atualmente)
- Steve Jones – Guitarra, baixo, vocais de apoio (1975–1978, 1996–2001, 2002–2003, 2007–2008, 2024–atualmente)
- Paul Cook – Bateria (1975–1978, 1996–2001, 2002–2003, 2007–2008, 2024–atualmente)
- Frank Carter – Vocais (2024–atualmente)[289] [músico de turnê]

#### Ex-membros
- Johnny Rotten – Vocais (1975–1978, 1996–2001, 2002–2003, 2007–2008)
- Sid Vicious – Baixo, vocais de apoio (1977–1978; falecido em 1979)
- Wally Nightingale – guitarra (1975; falecido em 1996)
- Nick Kent – guitarra (1975)
- Steve New – guitarra (1975; falecido em 2010)

## Discografia

### Álbuns de estúdio
- Never Mind the Bollocks, Here's the Sex Pistols (1977)